# Средно училище „Св. св. Кирил и Методий“ (Стрелча)
Средно училище „Св. св. Кирил и Методий“ е средно училище в Стрелча, България.
Създадено е през 1946 г. Негов първи директор е Богдан Овесянин, а настоящият е Ненка Христева. През 2010 г. училището чества своята 65-а годишнина.
В него има възможност да се изучават 2 чужди езика: руски и английски.

## История
Ако нещо не е преставал да строи стрелчанинът през вековете – това са училищни сгради – две килийни училища към църквите, едно светско училище, едно „голямо училище“, както го нарича Мильо Балтов в „Приказницата“, което заедно с другите изгаря в пожарите на Априлското въстание.
През 1914/1915 г. са построени две начални училища – в северната и в южната час на Стрелча, прогимназия.
През 1929 г. започва строителството на първата сграда на днешното СОУ и след три години е открита.
Всяка сутрин училищната камбанка („камбанчето“), както го наричат, отбелязва началото на учебния ден. (През 1930 г. е открито земеделско училище).
Малко са моментите, когато в Стрелча не са се провеждали училищни занятия – след Априлското въстание, през Руско-турската освободителна война, през Сръбско-българската война. През 1943/1944 г. свещените училищни сгради се превръщат и в полицейски участъци.
Есента на 1944 г. – най-бурното и жестоко време за часове от лицето на земята изчезват цели градове, а в Стрелча се ражда ново училище.
С Указ № 40/4.11.1944 г. на Президиума на Народното събрание е решено в Стрелча да бъде открита не пълна гимназия, а с писмо № 8525/30.08.1945 г. тя става пълна.
Родена в размирните времена гимназията носи името „9-и септември“.
Директор става Тодор Кръстев Натов – човекът с голямо сърце, поетът Богдан Овесянин. Педагогът и поетът се сливат в една стихия. Животът му е изтъкан от малки истини, които той превръща в голяма полза за Стрелчанската гимназия. Благ, спокоен и убедителен, той успява да озапти буйните си ученици, под куртките на които все още се показват револвери.
Първи учители в новооткритата гимназия са Цветана Натова – френски език, Иван Мичев – математика, Иван Шотлеков – математика, Екатерина и Илия Площакови, Цветана Жилкова – история, Цветана Площакова – география, Евстати Площаков – пеене, Елена Ботушарова – биология, Никола Николов – математика.
В първите години гимназията използва сградата на прогимназията. В нея учат ученици от близки и далечни села. Общият брой на записаните ученици в гимназията достига 600, разпределени в 16 паралелки. В една и съща паралелка от 15 до 23-годишна възраст – бивши партизани, политзатворници, участници в Отечествената война. Занятията започват на 21 ноември 1944 г.
Режимът в училище е много строг. Въведена е задължителна униформа от ученически костюм, черна престилка с бяла якичка, барета и шапка с монограм. Стриктно се спазва вечерният час.
През 1949 г. сградата на училището се разширява с 16 учебни стаи, разширява се училищния двор. По примера на Христо Данов през Възраждането в Стрелча се ограмотяват възрастни във вечерни паралелки и като частни ученици.
В началото на 50-те години на ХХ в. в училищните стаи влиза цяло поколение млади учители: Яко Кацаров, Лулчо Петришки, Илко Милев, Теменуга Гагова, Димитър Пенчев, Ненка Милева, Борис Клюс, Радка Русева.
През 1955/1956 г. трите училища в града – гимназията, прогимназията и начално училище „Св. св. Кирил и Методий“ се обединяват в ЕСПУ „9-и Септември“.
През 1960 г. с доброволен труд на бивши учители и ученици е построена сградата на политехническата работилница, през 1965 г. физкултурния салон, през 1968 г. кинозалата.
През годините училището преживява редица реорганизации – СПУ, ЕСПУ, разкриване на ПУЦ – за да се стигне до днешното СОУ „Св. св. Кирил и Методий“.
Времето довява повелята за политехническо образование и в Стрелча се разкрива специалност оператор на металорежещи машини, следват икономически специалности, а след демократичните промени и развитието на туризма беше разкрито направление „ресторантьорство и кетъринг“ – професия „готвач“.
Отидоха си остарелите тежки машини, които бяха заменени от просторни кабинети по готварство и сервиране, учебен ресторант, оборудвани с модерна техника.
От 2008 година училището е член на Асоциацията на училищата в туризма. Негови представители участваха в срещи и състезания между членовете на асоциацията.
Новите технологии навлизат в класните стаи, макар и бавно. Двата компютърни кабинета с 20 компютъра и интернет, мултимедийни проектори, преносими компютри, семинарната зала се използват постоянно от ученици и учители. Преподавателите постоянно се усъвършенстват, търсят нови – по-интересни и нестандартни форми за преподаване на уроците, за да задържат, и без това крехкото внимание на учениците. Бързо навлизат интерактивните методи. Увеличават се часовете по чуждоезиково обучение. От години образователните цели се осъществяват с помощта на занималните следобедните групи на възпитаниците. Колективът непрекъснато разработва и печели проекти, като така увеличава бюджета на училището и подобрява материално техническата база и условията за обучение.
Особена гордост за СУ „Св. св. Кирил и Методий“ са спортните успехи. Имената на все именити спортисти са свързани трайно с историята на училището. Волейбол, футбол, тенис на маса, борба, лека атлетика са спортовете които изпълват свободното време на възпитаниците, под вещото ръководство на Бойчо Гуджев, Добри Добрев, а в последните двадесет години – Стоян Литов.
Най-щастливи са учениците, когато изявяват творческите си възможности. Традиция са театралните постановки на абитуриентите, които се превръщат в събитие за града. В последните години „актьорите“ са в основата на спектаклите възстановки на събитията от Априлското въстание, посрещането на руските войски в Стрелча. А за забавните шоу-програми, подготвени от самите ученици се говори дни. След събитията вървят и учениците журналисти, членове на редколегията на младежки вестник „Стрелица“.
Какво е училището – сгради, учители и ученици? Но сградите биха били празни, ако не са хората, с техния професионализъм, фантазия и ентусиазъм. Директори на СУ „Св. св. Кирил и Методий“ са били: Богдан Овесянин, Дяко Димитров, Илия Костов, Бойчо Гуджев, Янка Мичева и настоящият директор Ганчо Грозев. Житейският път на 250 учители е свързан с училището. От всеки по една малка искрица и лумнал буйният огън на просветния център, в който се превръща СУ „Св. св. Кирил и Методий“. Феномен за нашето училище са семейните двойки учители. Те са двадесет и девет.
Но всичко това не би имало смисъл без учениците. В първите години те са достигали до 1000 не само от Стрелча, но и от близките села. И всеки е отнесъл със себе си част от него и е оставил част от себе си в него. Не можем да изброим всички, но сме сигурни, че всеки от тях би подарил по едно цвете на училището си за неговия юбилей, поднесено с много любов от всички, свързани със СУ „Св. св. Кирил и Методий“.